# Parapenaeon richardsonae
Parapenaeon richardsonae är en kräftdjursart som först beskrevs av Hugo Frederik Nierstrasz och Brender a Brandis 1931.  Parapenaeon richardsonae ingår i släktet Parapenaeon och familjen Bopyridae. Inga underarter finns listade i Catalogue of Life.